# 訴訟
訴訟（英語：lawsuit）是現代國家解決紛爭手段，其方法為由專業的司法人員擔任紛爭解決的評議者，基於證據裁判主義，透過兩造雙方的陳詞與客觀的證據呈現，依法作出妥適的裁判。訴訟的種類大致分為民事诉讼與刑事訴訟兩種，前者用於解決私人間的紛爭，後者則是國家刑罰權的實現。而在大陸法系國家，針對政府高權與人民之間的紛爭，則另外設有行政訴訟制度來處理公权力行使的有關爭議。

## 歷史

### 中國
中国历史上類似訴訟的制度為官司。古代中國的政治制度並未有司法獨立的概念，司法權隸屬於行政權之下，故官司的裁判者即為县官，而進行的地點即是衙門。官司的歷史最早可以追溯至春秋时期，該制度主要用於解決鄉里紛爭，以及重大刑案的审判。官司進行採取的模式為糾問式訴訟，判官同時也負責追訴犯罪，並且允許對被告用刑。中华文化自古崇尚「以和為貴」的精神，因此打官司並不是官方所樂見之事，甚至還會處罰興訟或是包攬訴訟的行為，而現代律師前身的職業「訟師」也經常受到官方的打壓。
官司制度一直持續至清末新政才進行徹底改革，確立司法權獨立的審判制度，並設立大理院為最高法院，形成現代的訴訟制度。

### 英國
英国的司法體系發跡於金雀花王朝，當時多由地方貴族組織地方法院以解決財產紛爭。查理二世在位時設立了「國王法庭」，並派出巡迴法官至全國各地聽訟審理，這些巡迴法官會挑選好的地方習慣裁判並於其他地方使用，久而久之就形成了普通法。法院與君主有著密切關係，除了國王法院之外，之後陸續又增設衡平法院、星室法院、海事法院和財政法院等等，國王並藉此享有監督管轄的特權。也因此，當王權逐漸式微後，代表君主和貴族勢力的上議院同時身兼終審法院之責，直至2009年才成立最高法院取代之。

## 種類
- 民事诉讼：用於解決私人間的財產、身分關係糾紛，又可細分為以下數種：
  - 商業紛爭
  - 家事事件
  - 勞資爭議
  - 智慧財產
- 刑事訴訟：用以確定国家是否應對違反刑事法律的人民施以刑罚、以及如何實施。
- 行政訴訟：用於解決政府與人民之間公权力行使是否合理、妥當的問題，為大陸法系獨有的訴訟制度。

## 訴訟各方
民事訴訟
- 訴訟主體：法院（法官）、原告、被告
- 訴訟代理人（律師）
- 訴訟關係人：證人、鑑定人、輔佐人、參加人

刑事訴訟
- 訴訟主體：法院（法官）、陪審團、檢察官／自訴人、被告
- 辩护人（辯護律師）
- 訴訟關係人：證人、鑑定人、告訴人、犯罪被害人、自訴／告訴代理人

## 訴訟程序

### 民事訴訟
民事訴訟的開啟是自原告向法院起訴伊始，一旦法院受理訴訟，在法律上稱作「訴訟繫屬」，表示案件處於法院審理中的狀態。在進入正式审判之前，法院會先對兩造雙方爭執的主張及提供的證據進行整理，稱作「爭點整理程序」；再來才是正式進入審判程序，由雙方各自提出訴訟主張並行言詞辯論。待法院認為辯論告一段落後，即會擇日宣布判決結果。

### 刑事訴訟
由於刑事訴訟的目的不在於解決紛爭，而是國家刑罰權的實現，因此刑事程序的開端並非待檢察官向法院提起公訴時起算，而係自偵查機關開始偵查犯罪之時即已開啟。因此，刑事訴訟程序在偵查階段並非由法院主導，也不存在兩造雙方分庭抗禮的情形，而是由國家單方面的對犯罪行為行為進行偵查；直到檢察官決定起訴，案件才會進到法院。與民事訴訟相同，刑事訴訟也有爭點整理程序與言詞辯論，不同的是多了「交互詰問」的程序，這是為了發現真實，同時也是基於證據裁判原則的要求。待審理結束後，法院亦將擇日宣判。

### 上訴程序
無論是民事訴訟或是刑事訴訟，對於訴訟的結果都會至少有一次救濟的機會，也就是對於不服的裁判結果進行上訴。通常民事及刑事訴訟皆有三個審級，即第一審、第二審與最終審，並包含了法律審與事實審；而最終審的判決結果，則對當事人具有既判力，也就是受到裁判效力的羈束。

## 延伸阅读
[在维基数据编辑]
 《欽定古今圖書集成·經濟彙編·祥刑典·訟訐部》，出自陈梦雷《古今圖書集成》